# Dáfnis e Cloé

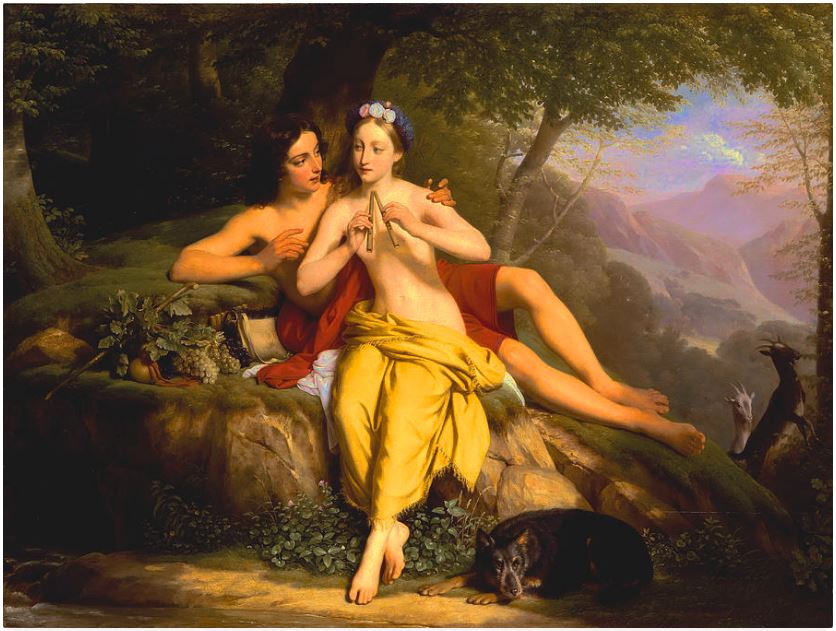
Dáfnis e Cloé - Louise Marie-Jeanne Hersent-Mauduit

Dáfnis e Cloé, também chamado de As pastorais, é um romance escrito por Longo, no século II ou III d.C.
O romance, ao estilo bucólico, conta sobre dois jovens que vivem no campo e se apaixonam intensamente, em plena harmonia com a natureza e sob a bênção dos deuses. A história teve grande influência tanto na literatura posterior como nas artes em geral (pintura, música, etc).